# الانتخابات الرئاسية الألمانية 2017
الانتخابات الرئاسية الألمانية 2017 هي الانتخابات الرئاسية الألمانية ‏ التي جرت في 12 فبراير 2017، في ألمانيا، لانتخاب رئيس ألمانيا، فاز بالانتخابات فرانك-فالتر شتاينماير، حصل على 931 صوت، وقد بلغت عدد الإصوات المشاركة في الانتخابات 1,253  صوتاً، قبل منها 1,239  صوتاً.

## المرشحين
| المرشح                 | الحزب | عدد الأصوات |
| ---------------------- | ----- | ----------- |
| فرانك-فالتر شتاينماير  |       | 931         |
| Christoph Butterwegge ‏ |       | 128         |
| ألبرشت غلاسر           |       | 42          |
|                        |       | 25          |
| Engelbert Sonneborn ‏   |       | 10          |